# Anderson Shelter

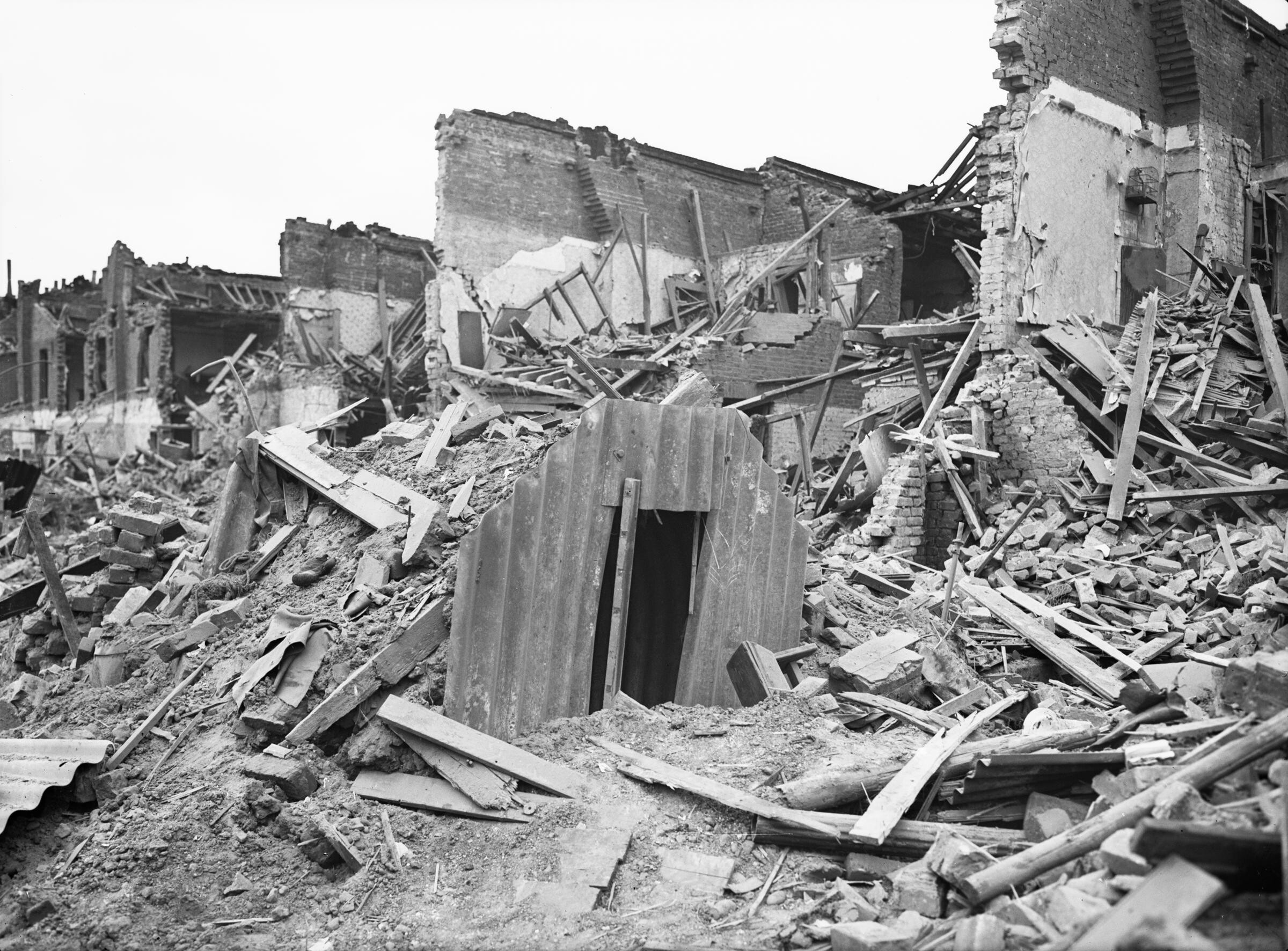
Intakt gebliebener Anderson Shelter nach einem Luftangriff in der Latham Street, Poplar, London, 1941

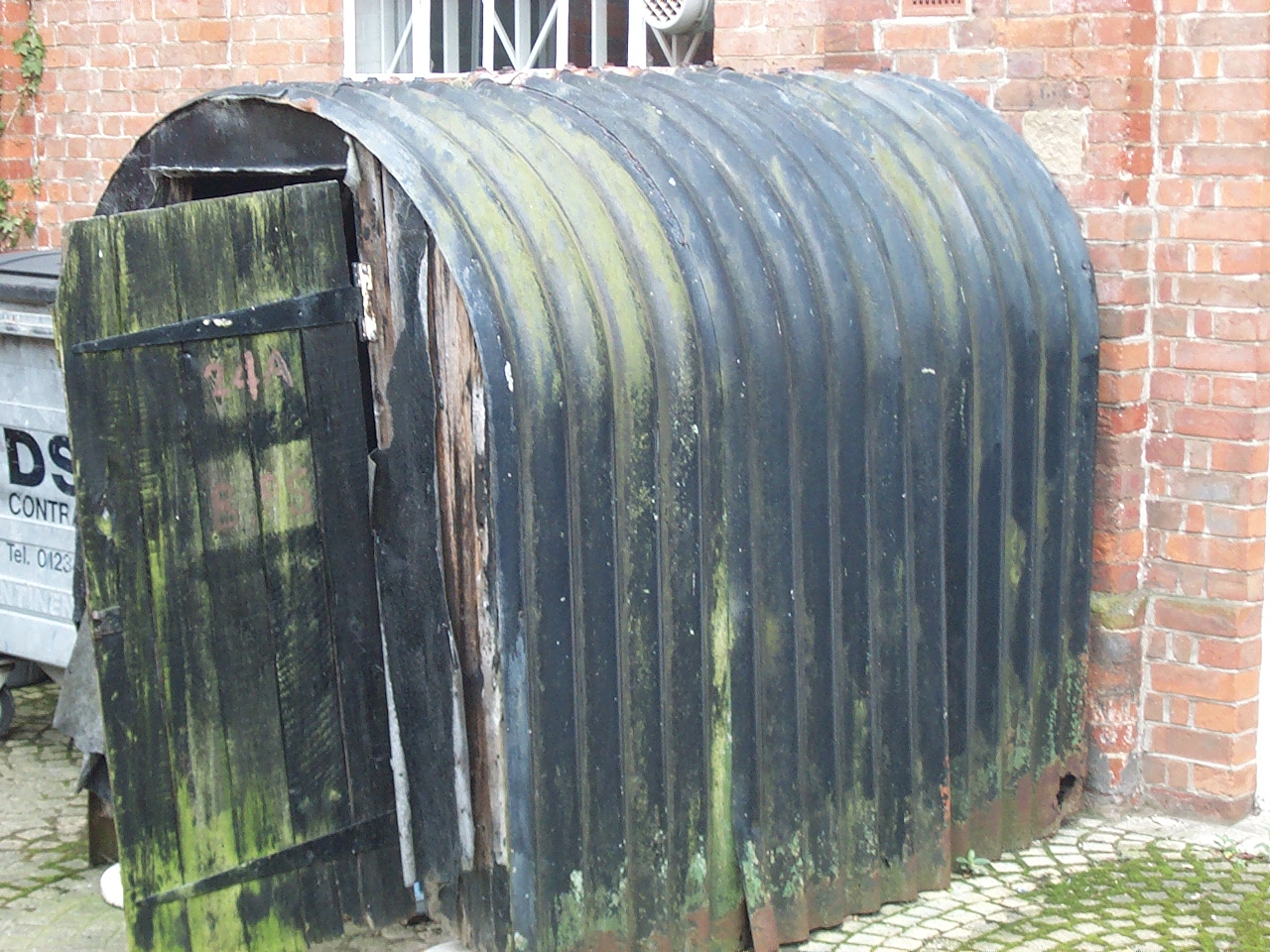
Anderson Shelter ohne Erdüberdeckung im Museum Bedford

Der Anderson Shelter (deutsch Anderson-Luftschutzunterstand) wurde 1938 im Vereinigten Königreich von William Paterson und Oscar Carl Kerrison als Unterstand für den Luftschutz im Zweiten Weltkrieg entwickelt. Seine Abmessungen betrugen: 1,8 m Höhe, 1,4 m Breite und 2,0 m Länge. Er bestand aus verzinktem Wellblech, wurde teils in die Erde eingegraben und mit Sandsäcken überdeckt. Er wurde nach dem 1939 bis 1940 amtierenden Innenminister und späteren Lord President of the Council Sir John Anderson benannt und per Massenfertigung hergestellt.
Anderthalb Millionen Exemplare wurden den Haushalten zwischen Februar 1939 und dem Ausbruch des Zweiten Weltkrieges zur Verfügung gestellt, weitere 2,1 Millionen Exemplare wurden während des Kriegs errichtet.
Eine Indoor-Alternative war der Morrison shelter.